# Odessa (historieta)
Odessa es una historieta italiana de ciencia ficción de la casa Sergio Bonelli Editore, creada por Davide Rigamonti, Mariano De Biase y Antonio Serra en 2019.
Se estrenó en mayo de 2019 con el episodio titulado "Dopo la fusione". Consta de cuatro miniseries de seis números cada una: Odessa, Odessa Rivelazioni, Odessa Evoluzione y Odessa Resistenza.

## Argumento y personajes
La nave espacial Serrallo 457 es un vehículo de deportación de la flota de los Desconocidos, misteriosas criaturas que dominan el universo. Un día, conocido como el Día de la fusión, la nave abandona el continuo espacio-tiempo y se fusiona con la ciudad de Odesa, en Ucrania. Para esconderse de la vista de los Desconocidos, el Serrallo 457 genera un escudo protector, una enorme cúpula bajo la cual conviven los habitantes de la ciudad sobrevivientes y centenares de razas alienígenas que vivían en la nave. Entre el mundo exterior y Odesa hay un desplazamiento temporal: dentro de la cúpula han transcurrido 20 años, mientras que fuera solo pocas milésimas de segundo. Sin embargo, el escudo no durará para siempre y los Desconocidos, una vez que hayan encontrado la nave, invadirán la Tierra. 
Durante el Día de la fusión, un chico de nombre Yakiv Yurakin cae en una alcantarilla abierta y se hunde en el subsuelo, fusionándose con el cuerpo del alienígena telépata que conduce la nave espacial. Los cuerpos son separados a tiempo, aunque el alienígena, llamado Mozok por los terrícolas (es decir, cérebro en ucraniano), se convierte en humano por el 50% y Yakin, al revés, se vuelve mitad alienígena. Mozok, aunque era esclavo de los Desconocidos, es dotado de una cierta autonomía de pensamiento y ha ideado un arma capaz de detener a sus captores. Sin embargo, este proyecto se queda en la parte de su cuerpo amalgamada en Yakiv, quien es, por lo tanto, el único en condiciones de oponer resistencia a la llegada de los Desconocidos.
Los amigos de Yakiv son: su inseparable compañera Zhiras, una joven alienígena procedente del planeta Malmuut, que creció junto a él en un orfanato; Goraz, un robusto exsoldado; Viktoriya Tori, una científica amada por Goraz, la única persona que puede ayudar a Yakiv a ensamblar el arma.
Además de los Deconocidos, los enemigos de Yakiv y sus compañeros son los Sermoth, los despiadados carceleros del Serrallo 457, al servicio de los Desconocidos.